# Magnus Wallin (konstnär)
Magnus Vilhelm Gotthold Wallin, född 5 augusti 1926 i Fresta socken i Stockholms län, död 15 december 2017 i Stockholm, var en svensk ämneslärare och konstnär (målare).
Han var son till agronomen Gotthold Wallin och Emmy Berit Torborg Köhler som startade och förestod Vårsätra barnpensionat.  Dotterson till kompositören, textförfattaren och läraren Emmy Köhler (född Welin) samt systerson till konstnären Inga von Werdenhoff. Gift 1952 med Gunvor Irene Rislund, de fick fyra barn: Martin, Monika, Paul och Max. 
Wallin var som konstnär autodidakt. Han har medverkat bl.a. i Jämtlands läns museums Vår- och Höstsalonger, Östersund, Liljevalchs konsthalls Stockholmssalong, ett flertal samlings- och separatutställningar i Upplands Väsby och i Stockholm (Galerie Æsthetica). Hans konst består av djurstudier, träd, blommor och stilleben utförda i tempera, gouache, akvarell eller olja.